# Philip Anglim
Philip Anglim (polno ime Philip Charles Anglim), ameriški filmski, gledališki in televizijski igralec, * 11. februar 1953, San Francisco, Kalifornija, Združene države Amerike.
Philip Anglim je najbolj poznan po vlogi Josepha Merricka v odrskih in televizijskih različicah zgodbe The Elephant Man, za katero je bil nominiran za tonyja leta 1979. Drugi prepoznavnejši vlogi sta naslovna v broadwayski produkciji Macbeth in vloga Danea O'Neilla, ki je sledil neznanemu očetu po poti duhovništva v televizijski miniseriji Pesem ptic trnovk. Večkrat se je kot gostujoči igralec pojavil v Zvezdne steze: Deep Space Nine v vlogi bajoranskega duhovnika Vedeka Bareila.

## Biografija
Philip Anglim se je rodil v San Franciscu v Kaliforniji. Njegov oče, katolik irskih korenin, je delal kot odvetnik, mama Paula Anglim pa je bila francoskega in judovskega porekla in je delala kot prodajalka umetnin v San Franciscu. Philip si je najprej želel postati veterinar, ko pa ga je eden izmed učiteljev povabil, da bi nastopil v njegovi igri, pa se je odločil za igralski poklic. Leta 1973 je diplomiral iz angleške književnosti na univerzi Yale. Pred tem je leto 1961 preživel v Connecticutu v Southbury Playhouseu.
V celovečercu je debitiral leta 1973 v filmu The All-American Boy, njegov prvi televizijski nastop pa je predstavljala vloga v Adams Chronicles iz leta 1976. Tri leta pozneje je do tedaj še vedno nepoznan Anglim opozoril nase v londonski igri The Elephant Man in debitiral izven Broadwaya. Pozneje tega leta se je preselil v The Booth Theatre na Broadwayu in osvojil več nagrad. Upodobil je Macbetha na Broadwayu (kjer ga je pozneje zamenjal Kelsey Grammer) in se leta 1982 ponovno pojavil na televiziji. Tega leta je odigral glavno vlogo še v ABC-jevi televizijski različici The Elephant Man in si z njo prislužil nominacijo za emmyja za najboljšega glavnega igralca.
Poleg igre se ukvarja tudi z vzrejo goveda v Tennesseeju. Leta 1992 je ustanovil Otroški sklad Lewis County za pomoč ogroženim otrokom na tem območju.

## Nagrade
Vse je prejel za vlogo v The Elephant Man (odrska ali televizijska različica):
- 1979: Najboljši igralec v dramski igri, Drama Desk Award.
- 1979: Nominacija za najboljšega igralca, nagrada Tony.
- 1979: Osvojena nagrada Theatre World Award.
- 1978-1979: Osvojena nagrada OBIE Award Performance.
- 1982: Nominacija za najboljšega igralca v glavni vlogi, nagrada Emmy.
- 1982: Nominacija za najboljšega igralca v glavni vlogi, nagrada Zlati globus.

## Delo

### Gledališče
- What the Butler Saw, 1975, Cincinnati
- The Contrast, 1975, Cincinnati
- Snow White, 1976, New York
- The Elephant Man, 1977
- Macbeth, 1981, New York

### Film in televizija
- The Elephant Man (1982) kot John Merrick
- Haunted Summer kot Lord Byron
- The Man Inside kot Rolf Gruel
- Pesem ptic trnovk kot Dane O'Neill
- Dallas - War of the Ewings
- Millennium, epizoda Sacrament
- Macbeth v naslovni vlogi
- Testament

### Zvezdne steze: Deep Space Nine, epizode
- In the Hands of the Prophets
- The Circle
- The Siege
- Shadowplay
- The Collaborator
- Fascination
- Life Support
- Resurrection